# ヨリック・ラヴェ
ヨリック・ラヴェ（フランス語: Yoric Ravet、1989年9月12日 - ）は、フランスのサッカー選手。ポジションはMF。

## クラブ歴
グルノーブル・フット38の下部組織出身。2008-09シーズンに背番号33番でトップチームに昇格すると第1節のFCソショー戦で82分にアレクシス・ロマオに代えて投入されて早速リーグ・アンデビューを果たした。その一方で出場時間僅か8分であったにも関わらずイエローカードも提示される初陣となってしまった。その後2011年にASサンテティエンヌに移籍。2012年6月15日にはリーグ・ドゥのアンジェSCOに1年間の期限付き移籍をした。
2013年7月29日にスイス・スーパーリーグのFCローザンヌ・スポルトに2年契約で加入。翌年にはグラスホッパー・クラブ・チューリッヒに移籍し、2016年にはBSCヤングボーイズに移籍した。
2017年8月29日にドイツ・ブンデスリーガのSCフライブルクに移籍。ヤングボーイズとの契約を残していたので、フライブルクはヤングボーイズに推定450万ユーロとされる額の移籍金を支払った。
2019年2月7日、グラスホッパー・クラブ・チューリッヒにシーズン終了までの期限付き移籍。

## 代表歴
2009年5月25日に2009年地中海競技大会サッカー競技に臨むフランスU-20代表の一員に選ばれ、同大会に出場した。